# Sorygaza didymata
Sorygaza didymata là một loài bướm đêm trong họ Noctuidae.